# パウル・バドゥラ＝スコダ
パウル・バドゥラ＝スコダ（Paul Badura-Skoda, 1927年10月6日 ウィーン - 2019年9月25日 ウィーン ）は、オーストリアのピアニスト・音楽学者。イェルク・デームスやフリードリヒ・グルダとともに、いわゆる「ウィーン三羽烏」のひとり。

## 経歴
1945年からウィーン音楽院に学び、1947年にオーストリア音楽コンクールに優勝し、その結果エトヴィン・フィッシャーの薫陶を受ける。1949年にヴィルヘルム・フルトヴェングラーやヘルベルト・フォン・カラヤンらといった著名な指揮者と共演する。1950年代には、米国と日本を訪れた。
録音数は膨大で、200点以上に達するが、ウィーン古典派、とりわけモーツァルト、ベートーヴェン、シューベルトの専門家である。自筆譜や歴史的楽器の蒐集家としても有名。エファ夫人ともども碩学をもって名高く、揃って『新モーツァルト全集』において、ピアノ協奏曲第17番、第18番、第19番の校訂者を務めた。
1976年、オーストリア政府よりオーストリア科学芸術功労賞を授与。また、マンハイム大学より名誉教授の称号を授与されている。
2019年9月25日にウイーンの自宅で死去したことが、レコード会社Gramolaの公式サイトで公表された。

## 著書

### 単著
- Bach-Interpretation : die Klavierwerke Johann Sebastian Bachs, (Laaber-Verlag, 1990)
今井顕監訳、松村洋一郎・堀朋平訳『バッハ 演奏法と解釈 ピアニストのためのバッハ』（全音楽譜出版社、2008年）

### 共著
- Mozart-Interpretation, with Eva Badura-Skoda, (Deutscher Verlag fur Musik, 1957)
渡辺護訳『モーツァルト 演奏法と解釈』（音楽之友社、1963年）